# Elle (Einheit)

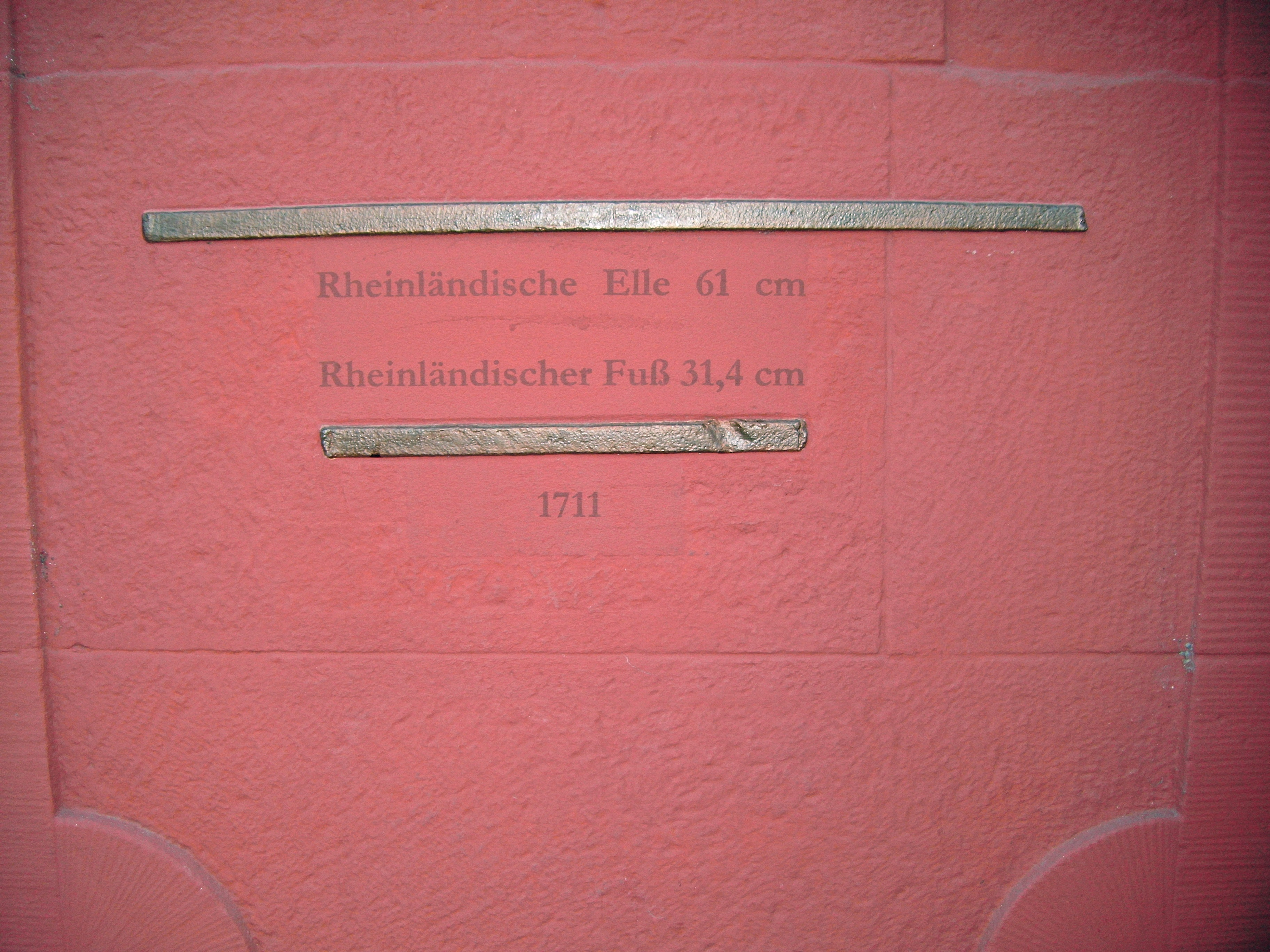
Rheinische Elle und Rheinischer Fuß, öffentliches Maß am alten Rathaus Mannheim (1711)

Die Elle ist eine Längenmaßeinheit außerhalb des Internationalen Einheitensystems.
Sie gilt als eines der ältesten Naturmaße. Sie wurde ursprünglich von der Länge eines (die Röhrenknochen Speiche und Elle enthaltenden) Unterarmes abgeleitet. Die antike griechische Elle entsprach etwa 44,4 Zentimetern. Im Heiligen Römischen Reich waren die Ellenmaße sehr verschieden. Die Einheit war besonders unter Schneidern verbreitet. Wegen der Einheit sagt man auch umgangssprachlich „ellenlang“. Noch heute werden die 50 oder 100 Zentimeter langen Maßstäbe im Schneiderhandwerk Schneiderelle genannt.
In verschiedenen Regionen unterschied man in kleine und große Ellen oder man benannte sie nach der Ware in Woll- und Seidenelle.

## Regional verschiedene Namen
Je nach Region wurde die Elle mit anderen Namen belegt. Die Länge variierte oft bedeutend. Die angegebenen Geltungsbereiche stehen nur stellvertretend:
- Alen/Aln/Alin/Öln: Skandinavien
- Aune: Schweiz, Basel, Frankreich
- Braccio: Italien, Venedig, Bergamo
- Cade oder Maurischer Pik: Algier
- Cobid: Basrah
- Cubit: Ceylon
- Covado (kleine Elle): Kaiserreich Brasilien, Bombay
- Deral: Ostindien
- Ell: England (bis ins 14. Jahrhundert eine Elle zu 45 Zoll)
- Guz/Gues/Gés: Indien
- Halibiu/Halebi: Moldau
- Łokieć: Polen, Krakau
- Meh: altägyptische Königselle, meh-nesut, = große Königselle mit zirka 0,52 Meter, meh-scherer = keine Königselle mit zirka 0,45 Meter.
- Metro: Lombardei, Sardinien
- Palmo: Italien, Genua
- Pik beledi: Kairo
- Pik stambulin: Kairo
- Raso: Italien, Nizza
- Stab
- Vara (spanische Elle): Spanien
- Yard (große Elle im angloamerikanischen Maßsystem)
- Im französischen Ostindien war die Elle die Coudée und hatte 2 Spannen Länge, also 0,5198 Meter.[2] Dieses Längenmaß kannten auch die Römer und bezeichneten es mit Cubitus.[3]

## Vergleich

### Maßverkörperungen

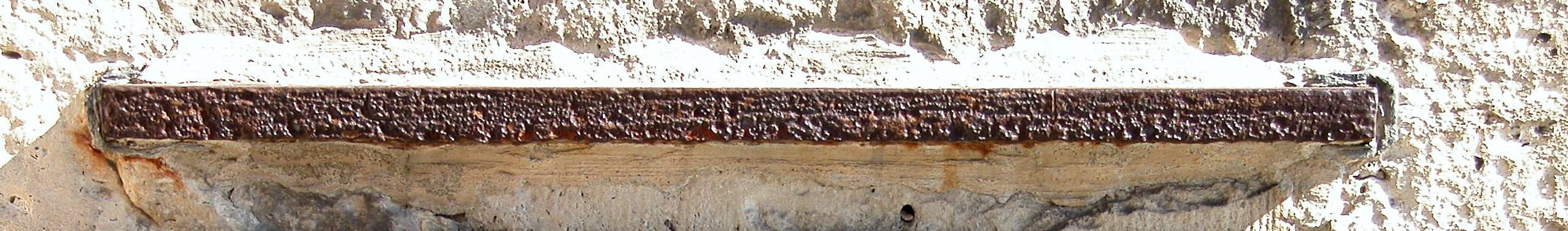
Braunschweiger Elle
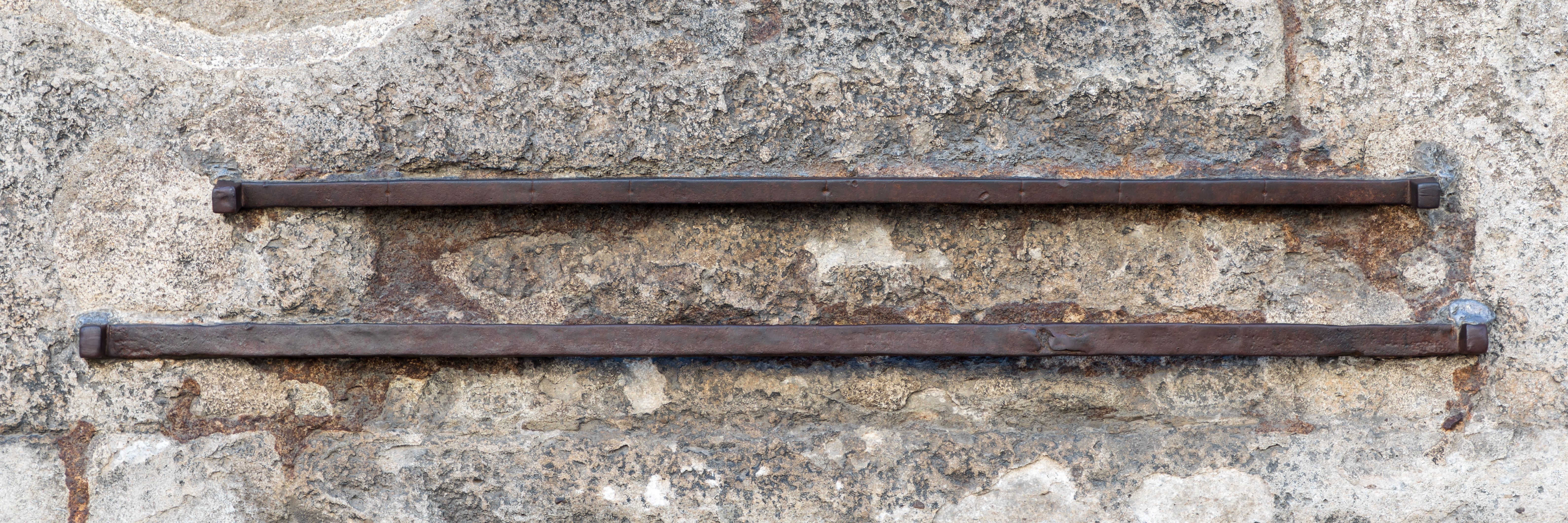
Wiener Tuch- und Leinenelle
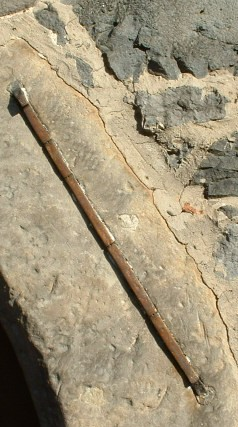
Homberger Elle
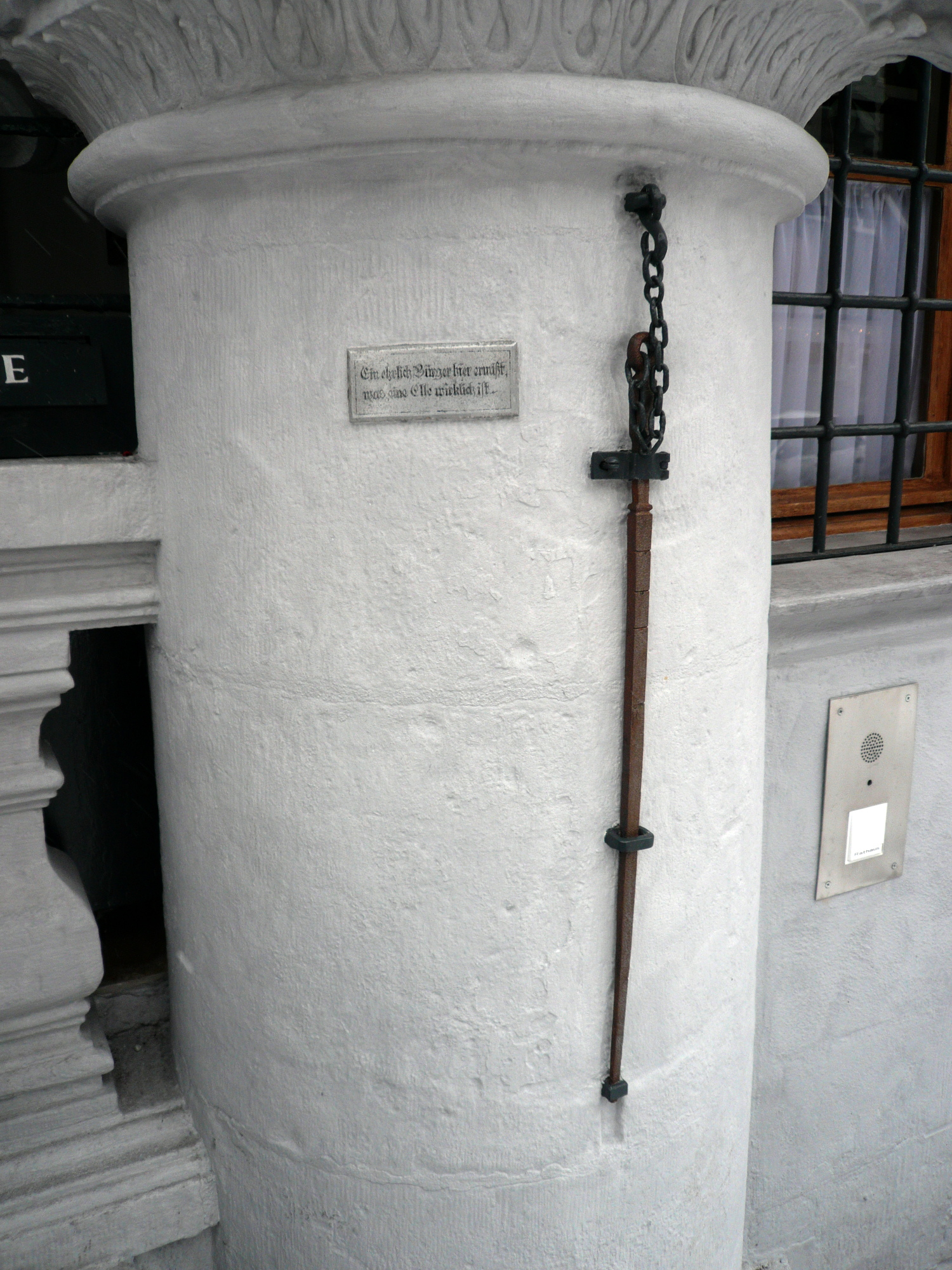
Elle am Rathaus von Celle
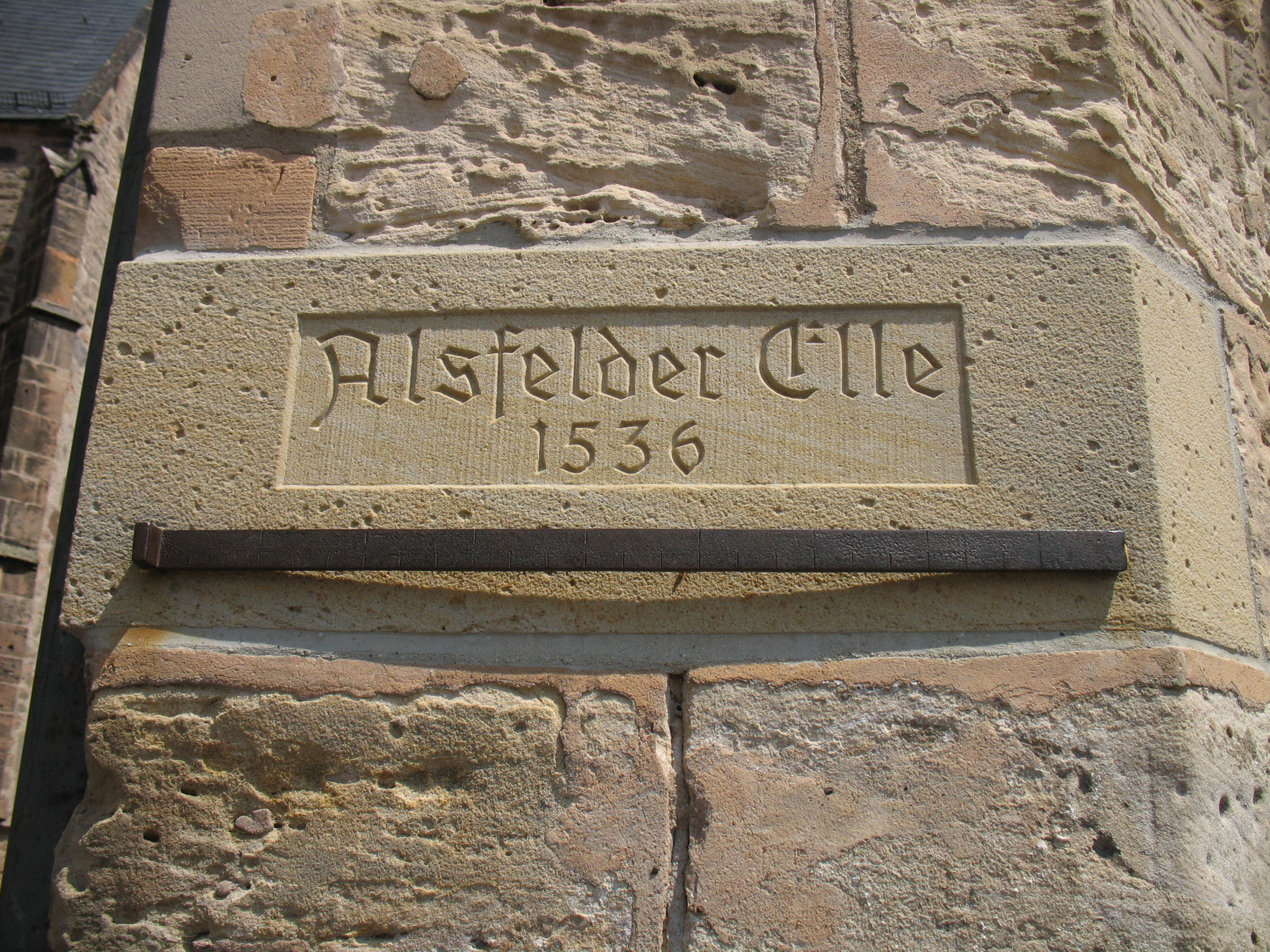
Elle am Rathaus Alsfeld
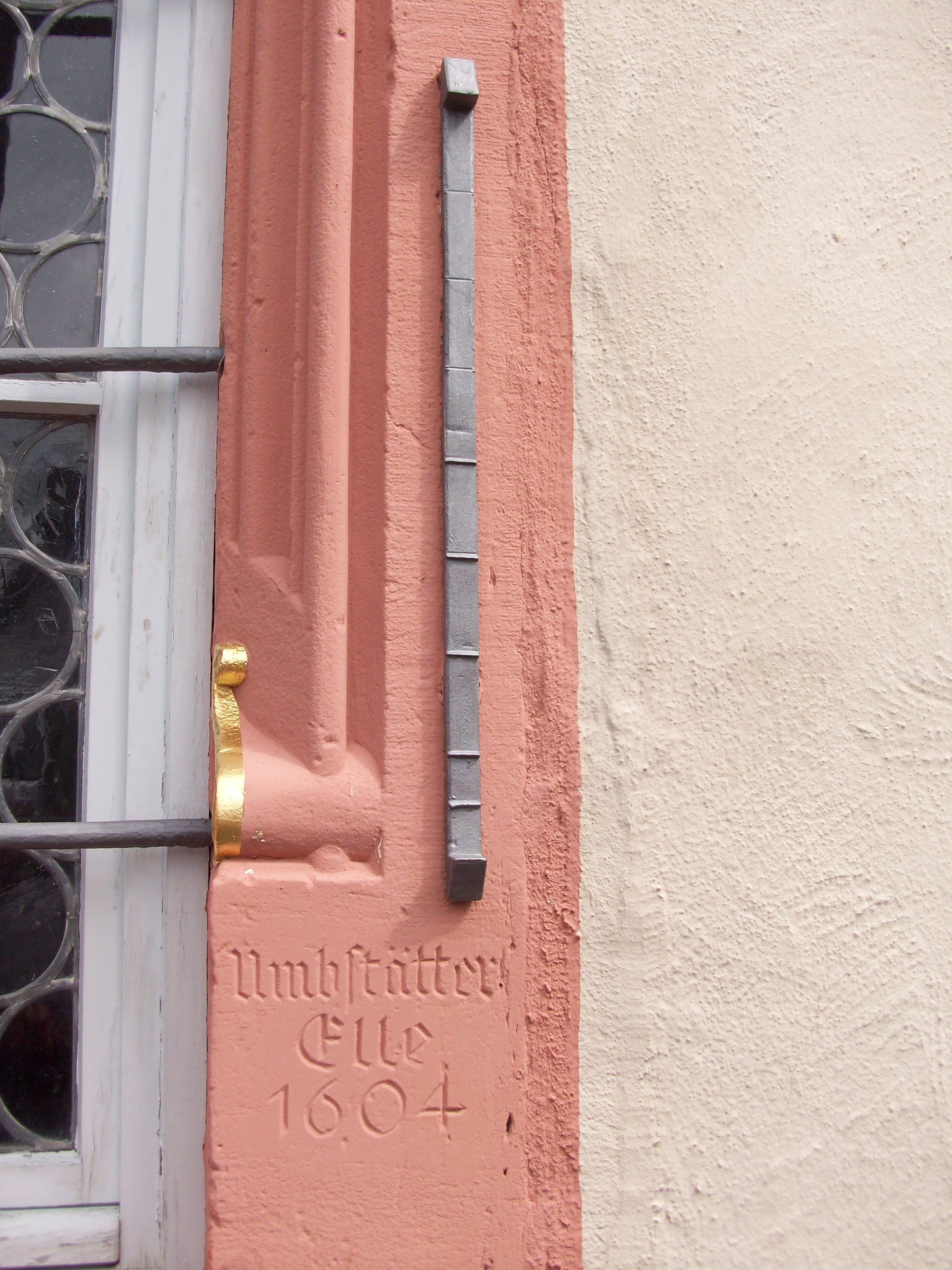
Umstädter Elle am Rathausfenster von 1604 (Groß-Umstadt)
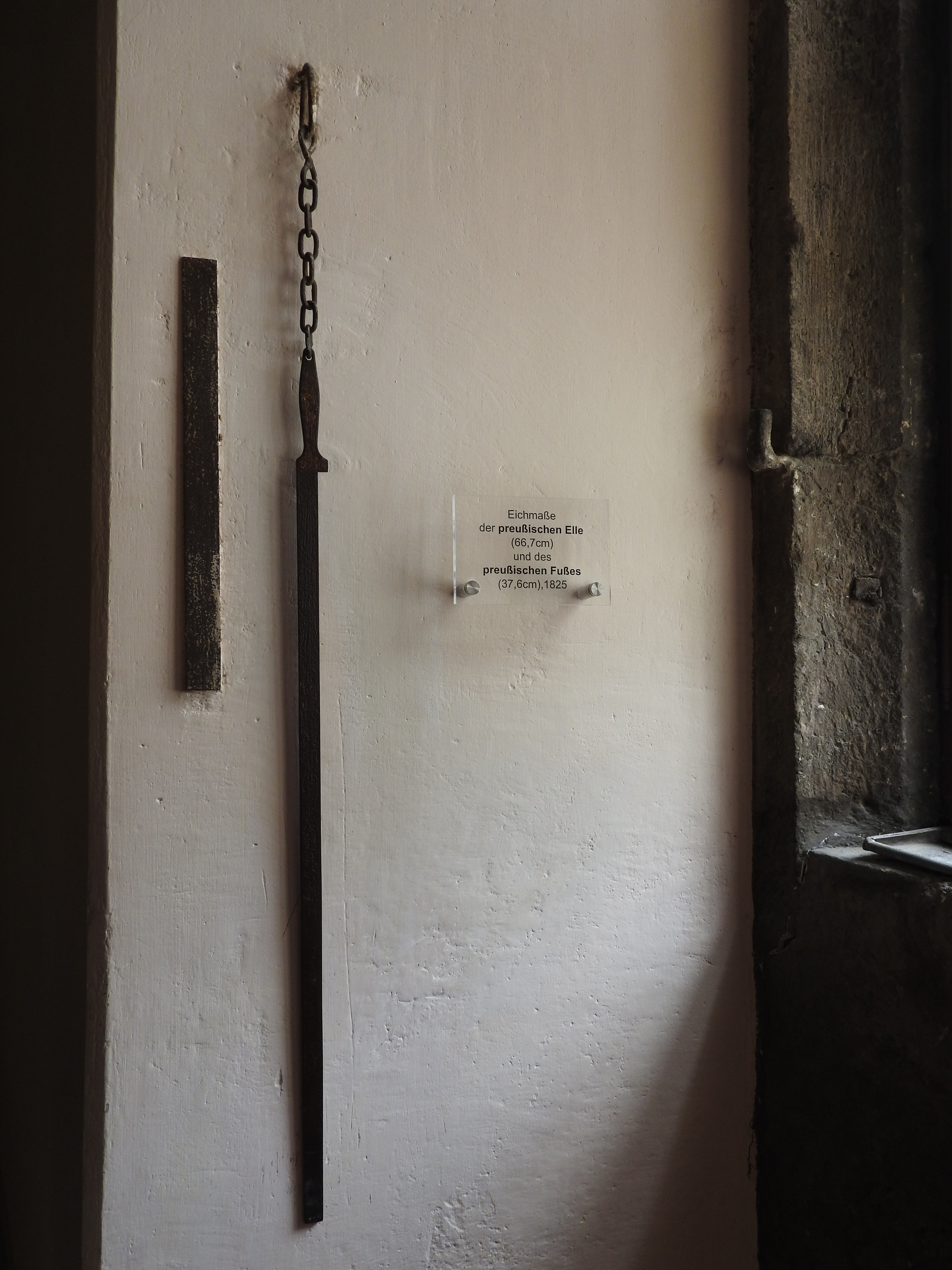
Rathaus Mühlhausen/Thüringen
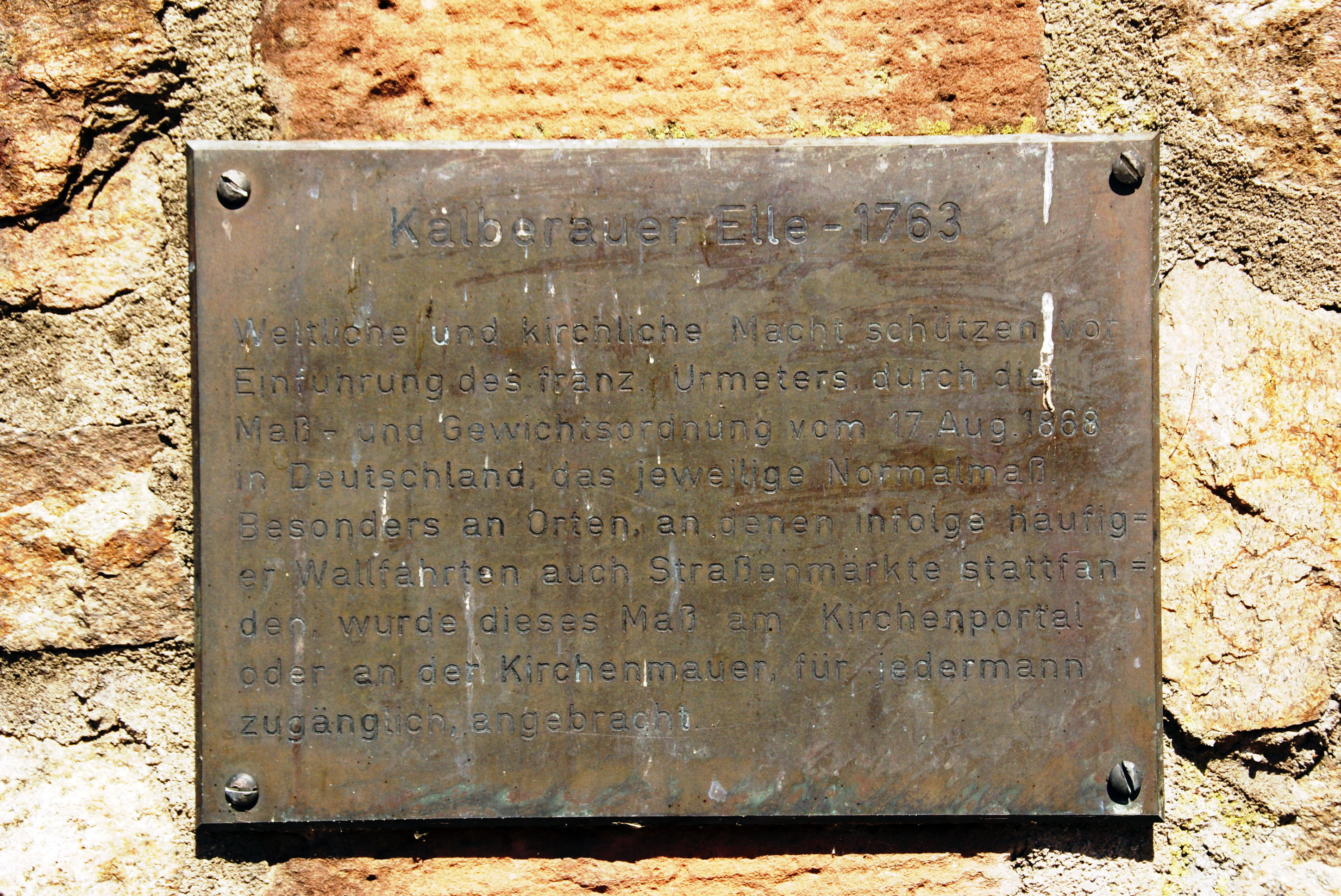
Kälberau, Michelbacher Straße: Informationstafel bei der Kälberauer Elle
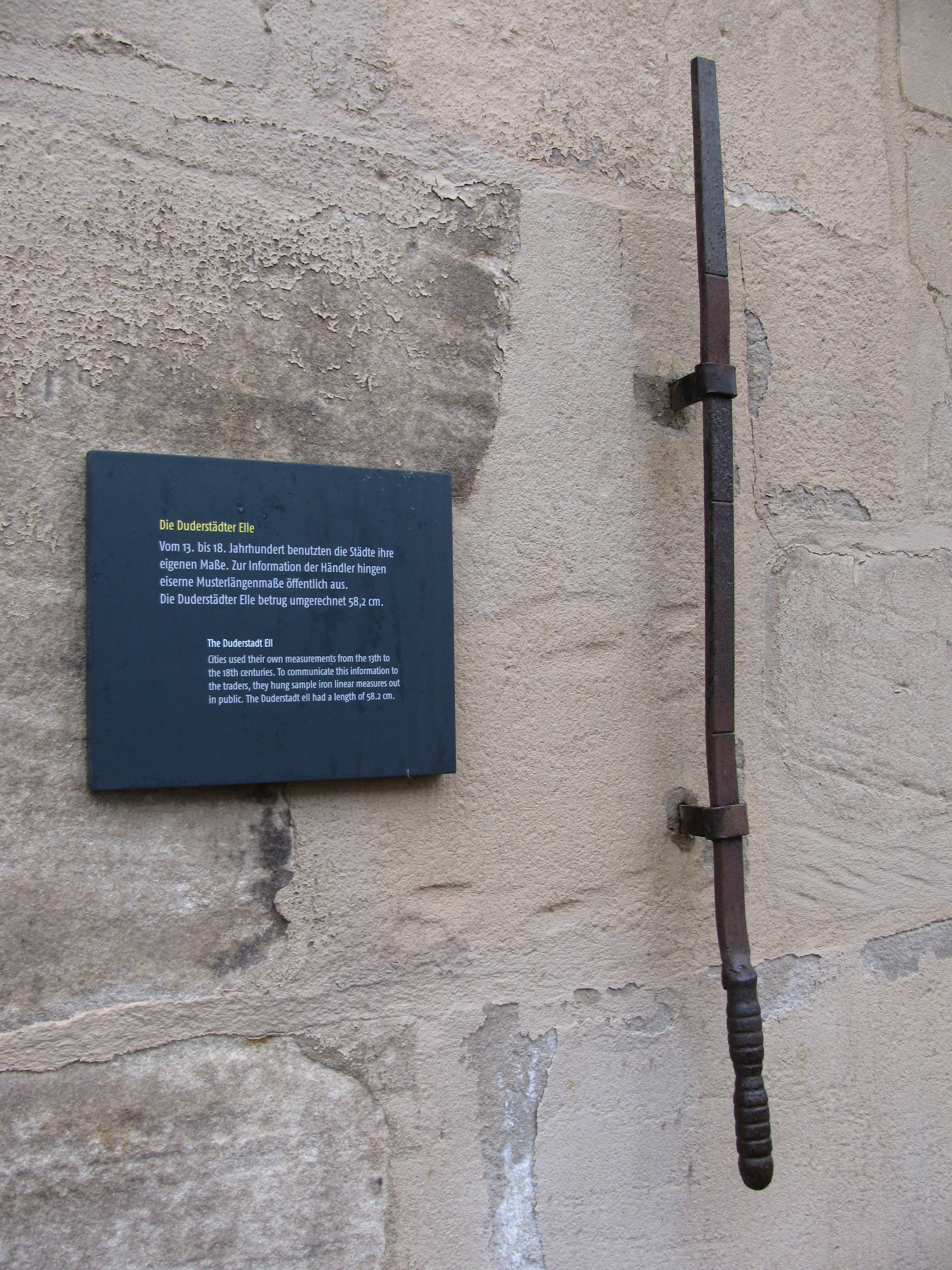
Am Rathaus Duderstadt, Niedersachsen angebrachte Duderstädter Elle
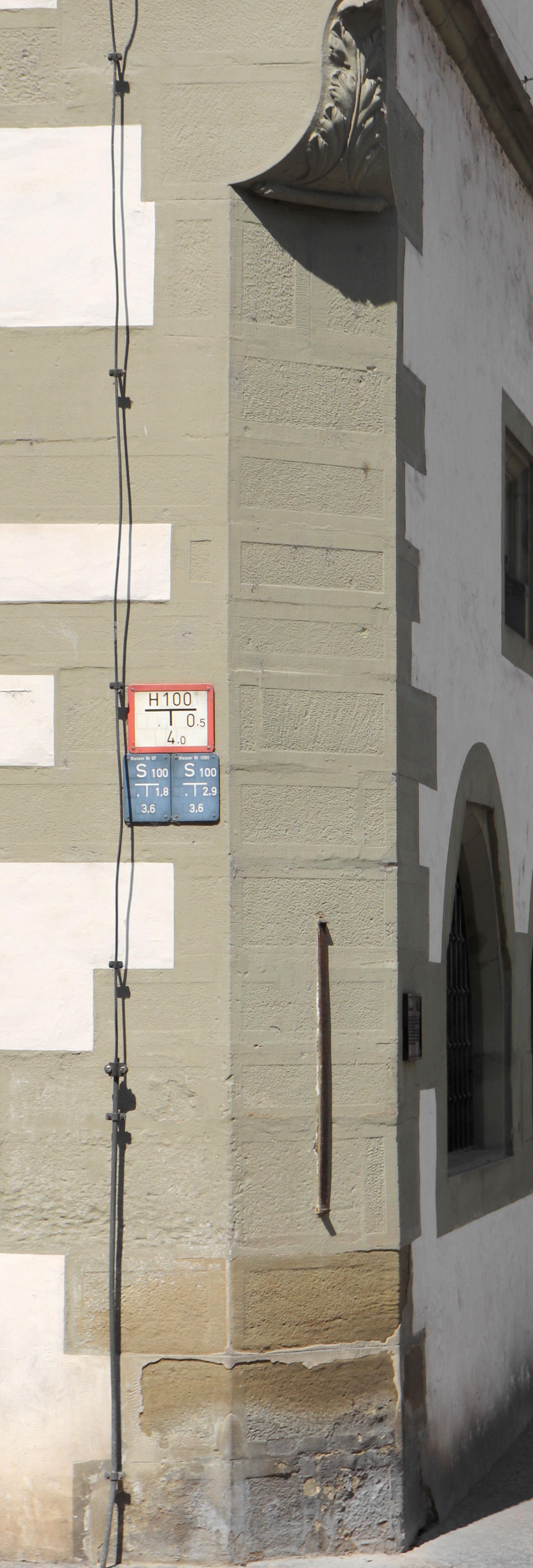
Kitzinger Elle am Rathaus
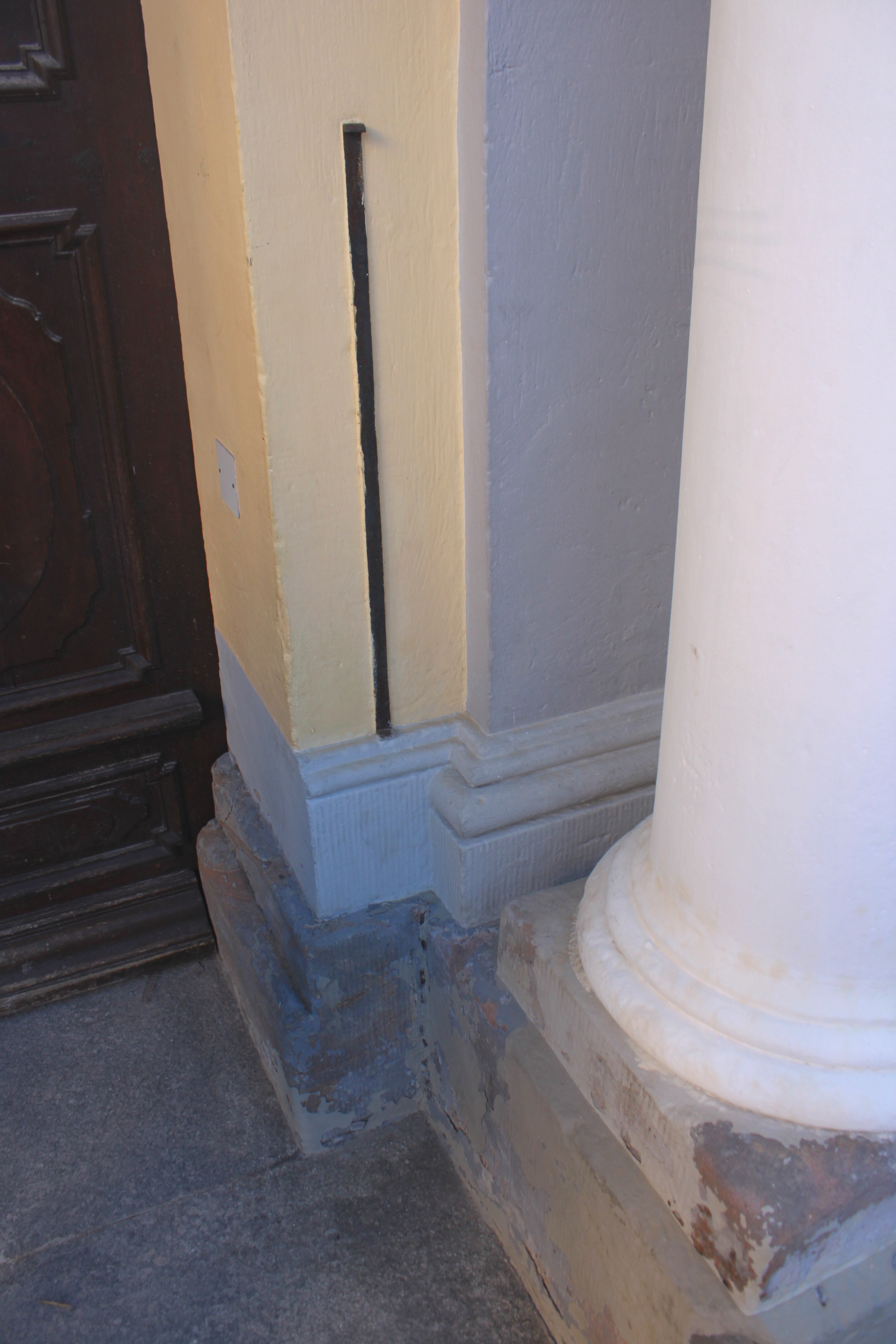
Kulmbacher Elle (83 cm)
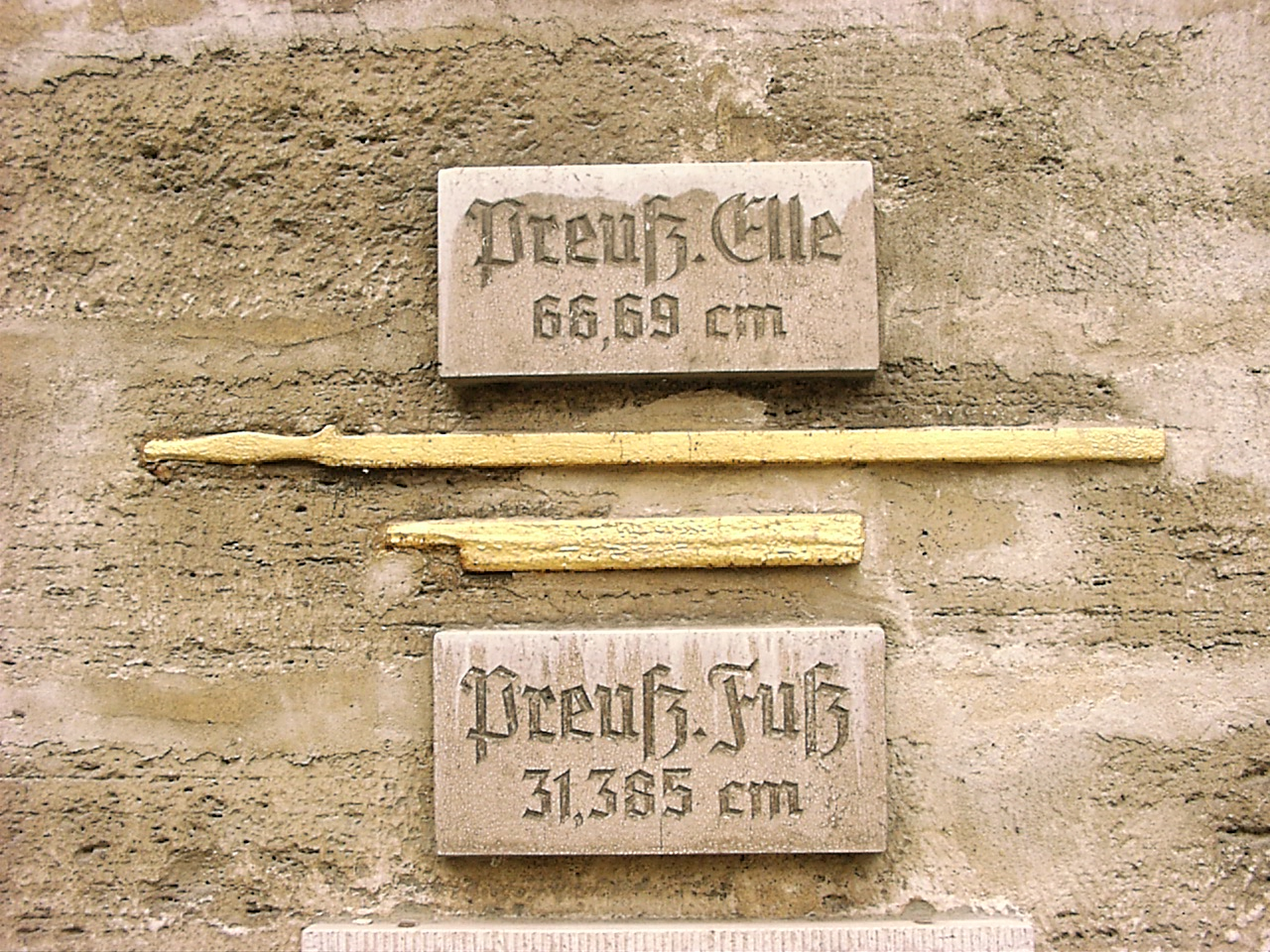
Preußische Elle und Preußisches Fuß am Rathaus von Bad Langensalza, Thüringen
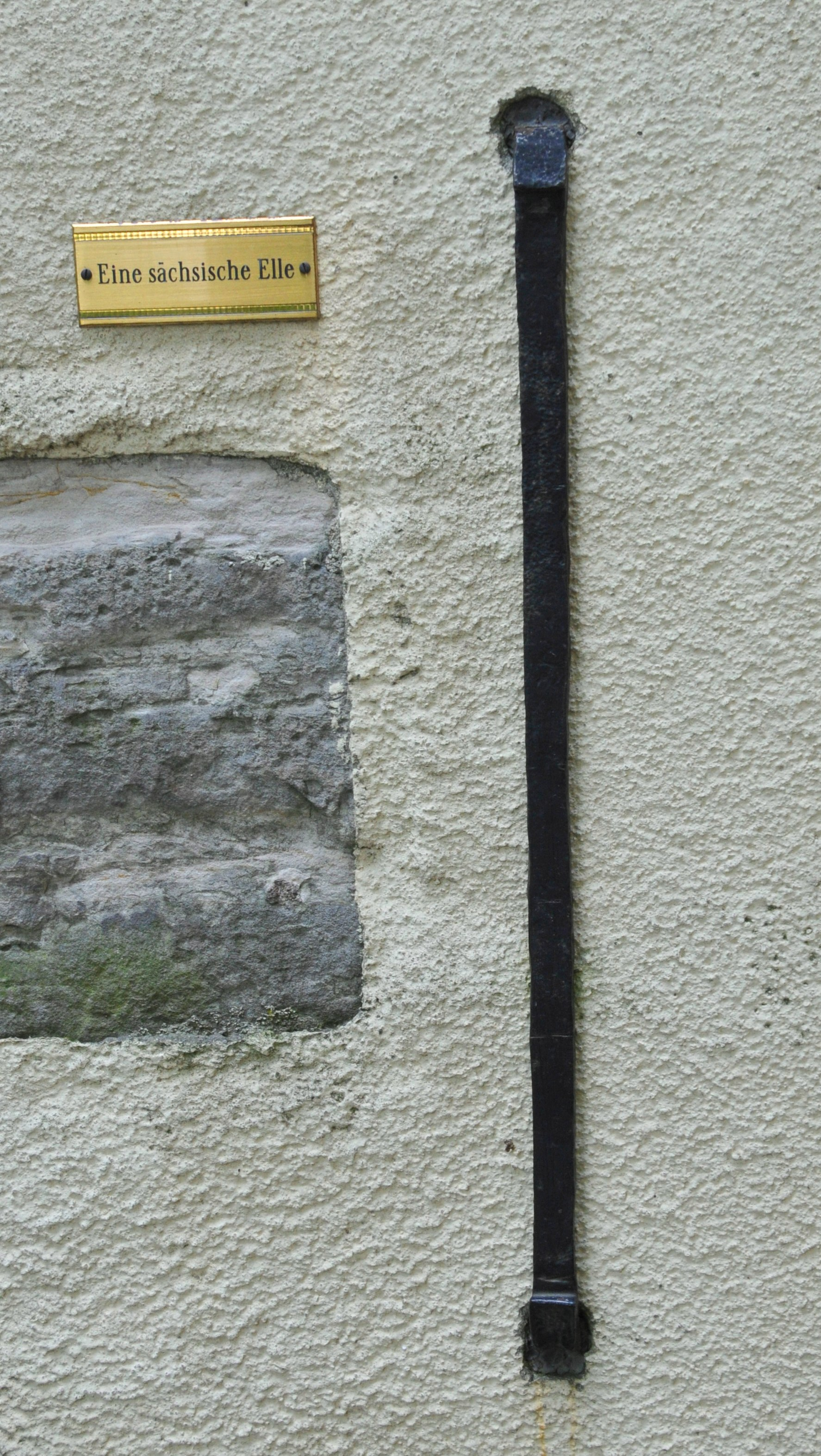
Sächsische Elle an der Kirche von Apfelstädt
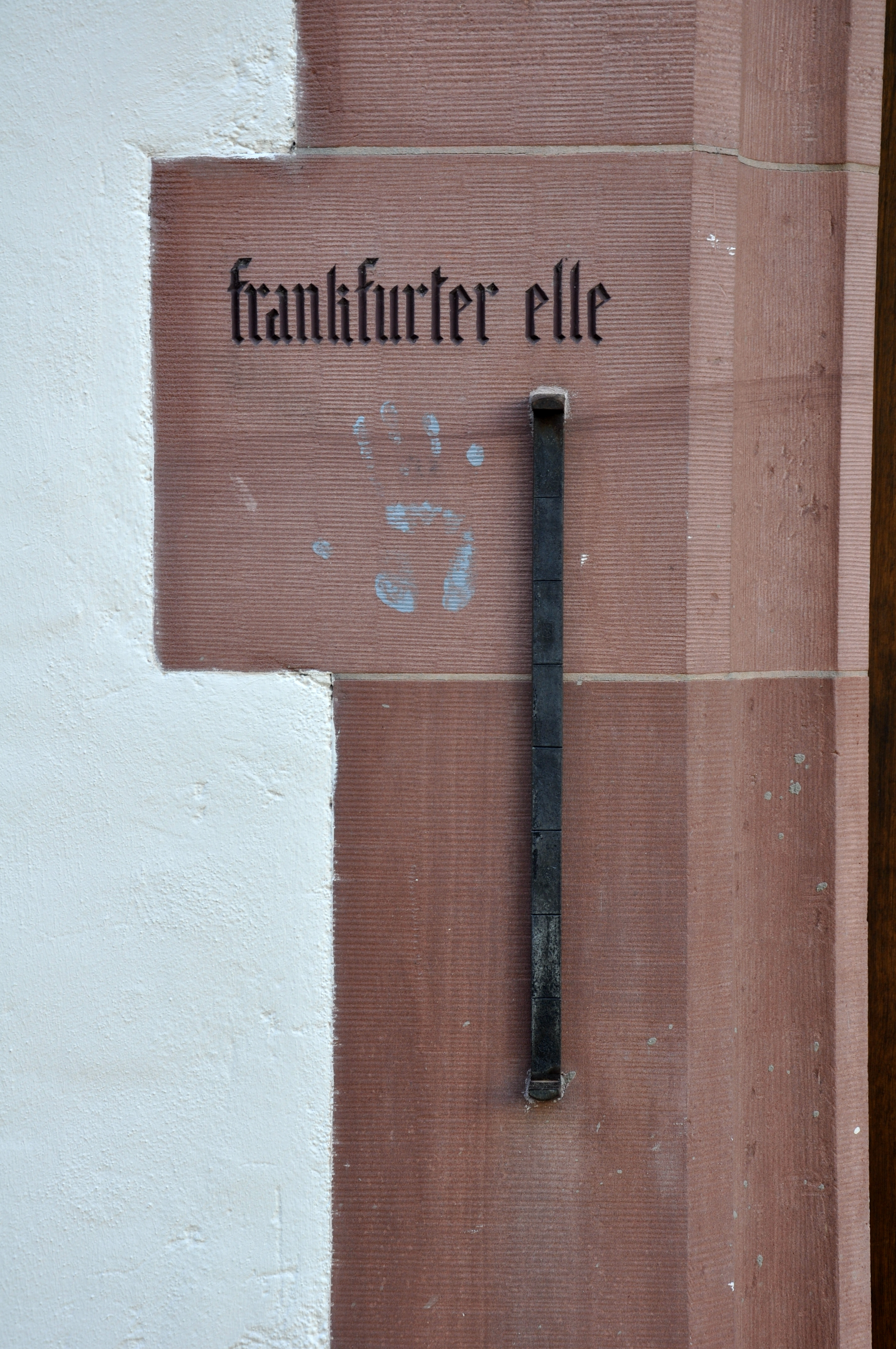
Frankfurt am Main, Leinwandhaus, Frankfurter Elle
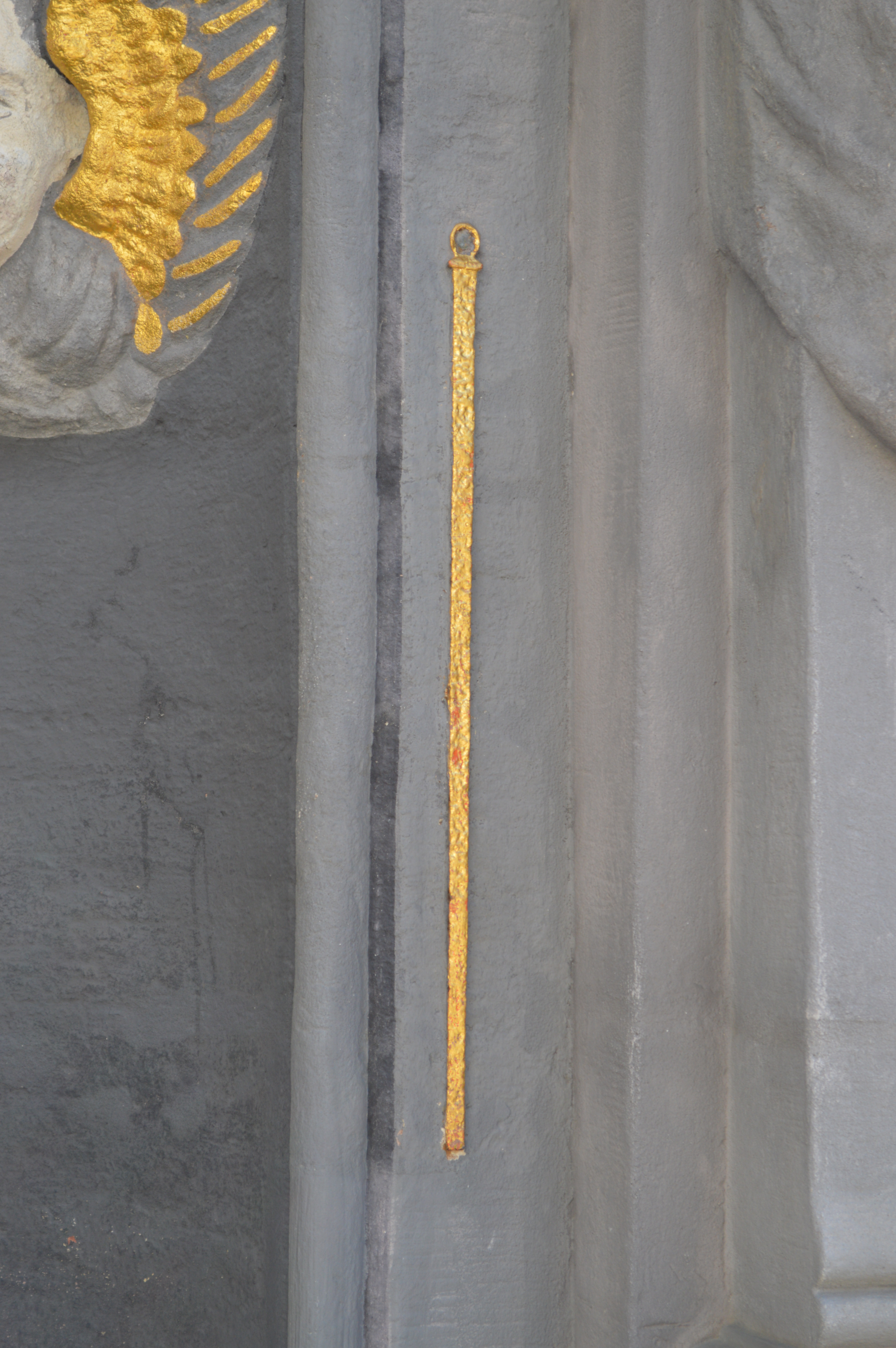
Geraer Rathaus mit Geraer Elle
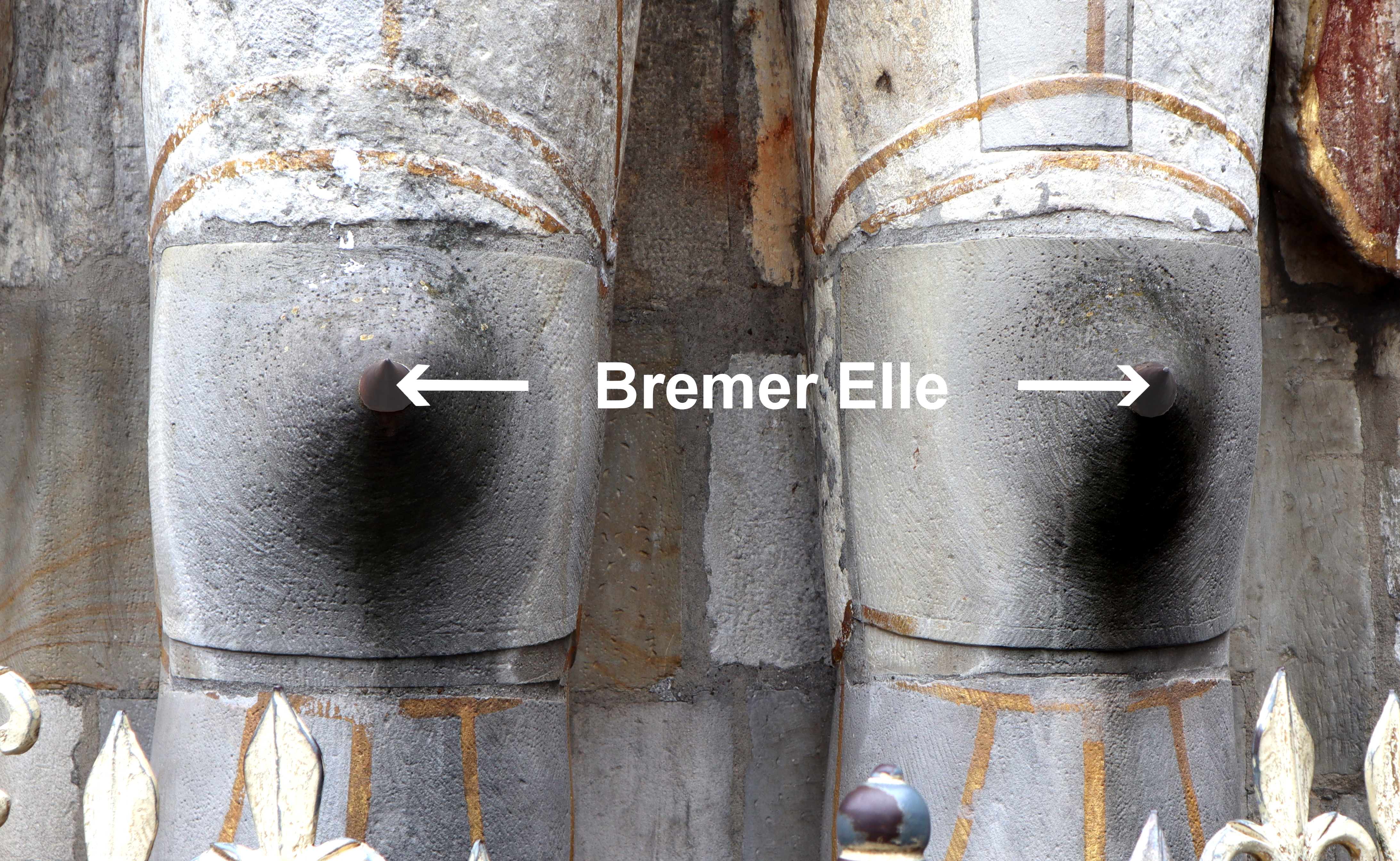
Die sogenannte Bremer Elle an der Roland-Statue in Bremen

### Vergleichstabelle
| Land/Sprache    | Ort                       | Benutzungszeit                    | Bezeichnung                     | Meter       | Definition                                                                                             | Quelle               |
| --------------- | ------------------------- | --------------------------------- | ------------------------------- | ----------- | --- | -------------------- |
| Ägypten         |                           |                                   | königliche Elle                 | 0,52        | |                      |
| Ägypten         |                           |                                   | geringe Elle                    | 0,45        | |                      |
| Mesopotamien    |                           | ca. 2000 v. Chr. ca. 2500 v. Chr. | Nippur-Elle                     | 0,52 0,52   | | [ 4 ]                |
| Perserreich     |                           |                                   |                                 | 0,533 0,548 | |                      |
| Griechenland    |                           | Antike                            | Pechys                          | 0,46        | |                      |
| Ceylon          | (heutiges Sri Lanka)      | um 1200 v. Chr.                   | Hattha oder Rattana             |             | gemessen vom Ellbogen zur Spitze des kleinen Fingers; 7 Hattha = 1 yaṭṭhi                              | [ 5 ] [ 6 ]          |
| arabisch        |                           |                                   |                                 | 0,5404      | 27 Sechsgerstenkorn-Breiten                                                                            |                      |
| deutsch         | Alsfeld                   |                                   | Alsfelder Elle 1536             | 0,66        | – | [ 7 ]                |
| deutsch         | Augsburg                  |                                   | –                               | 0,587       | – | [ 8 ]                |
| deutsch         | Bamberg                   |                                   | Bamberger Elle                  | 0,67        | 2,5 Fuß zu 26,8 cm                                                                                     |                      |
| deutsch         |                           |                                   | Badische Elle                   | 0,6         | |                      |
| deutsch         | Bayern                    |                                   |                                 | 0,833015    | 34 ¼ Zoll                                                                                              |                      |
| deutsch         |                           |                                   | Brabant                         | 0,695 0,565 | unterschiedlich, Letzteres nach Hirsauer Kirche                                                        |                      |
| deutsch         | Braunschweig              |                                   | Braunschweiger Elle             | 0,5707      | |                      |
| deutsch         | Bremen                    |                                   | Bremer Elle                     | 0,547       | |                      |
| deutsch         | Frankfurt                 |                                   |                                 | 0,5473      | |                      |
| deutsch         | Freiburg i. Br.           |                                   |                                 | 0,54        | 30⁄16 Baumaß zu 0,288 m 20 Zoll je 2,7 cm (Freiburger Fuß 32,4 cm)                                     |                      |
| deutsch         | Halle (Saale)             |                                   | Alte hallische Elle             | 0,602       | |                      |
| deutsch         | Hamburg                   |                                   | kurze Elle                      | 0,5731      | |                      |
| deutsch         | Hamburg                   |                                   | lange Elle                      | 0,6877      | |                      |
| deutsch         | Homberg (Efze)            |                                   | kurze Elle                      | 0,574       | |                      |
| deutsch         | Kitzingen                 |                                   | Kitzinger Elle                  | 0,83        | 264,3 (oder 267,33) Französische Linien                                                                | [ 9 ]                |
| deutsch         | Kurpfalz                  |                                   |                                 | 0,53        | |                      |
| deutsch         | Nürnberg                  |                                   |                                 | 0,6565      | | [ 10 ]               |
| deutsch         | Oldenburg                 |                                   |                                 | 0,5809      | |                      |
| deutsch         | Preußen                   |                                   | Berliner Elle                   | 0,6668      | 25 ½ Zoll                                                                                              |                      |
| deutsch         | Ravensburg                |                                   | Ravensburger Elle               | 0,6159      | |                      |
| deutsch         | Regensburg                |                                   | Regensburger Elle               | 0,811       | |                      |
| deutsch         | Rostock                   |                                   | Rostocker Elle                  | 0,5754      | 255,072 Pariser Linien                                                                                 | [ 11 ]               |
| deutsch         | Sachsen                   |                                   |                                 |             | 0,5 m bis über 0,8 m. 1844 zur Zeit des Baubeginns der Bahnstrecke Görlitz–Dresden 0,5661 m            | [ 12 ]               |
| deutsch         |                           | ab 1858 gesetzlich                | Dresdner Elle                   | 0,56638     | | [ 13 ]               |
| deutsch         | Stralsund                 |                                   | Stralsunder Ellen               | 0,581       | 0,842 Brabanter Ellen 258 Französische Linien (Pariser Linien) 63⁄64 Hamburger Ellen 0,749 Wiener Elle | [ 14 ]               |
| deutsch         |                           |                                   | Stephansdom Leinenelle          | 0,896       | |                      |
| deutsch         | Württemberg               |                                   |                                 | 0,6134      | |                      |
| deutsch         | Sinzig                    |                                   |                                 | 0,575       | |                      |
| Österreich      | Wien                      |                                   | Wiener Tuchelle                 | 0,776       | Stephansdom Leinenellen                                                                                |                      |
| schweizerisch   | Schweiz                   | im 19. Jh.                        |                                 | 0,6         | 2 Fuss                                                                                                 |                      |
| schweizerisch   | Schweiz                   | bis ins 19. Jh.                   |                                 |             | zwischen Städten des gleichen Kantons verschieden                                                      |                      |
| schweizerisch   | Schweiz, Kanton Zug       |                                   |                                 | 0,6104      | |                      |
| schweizerisch   | Schweiz, Kanton Bern      |                                   | Berner Elle                     | 0,5417      | |                      |
| schweizerisch   | Schweiz, Kanton Luzern    |                                   |                                 | 0,498       | |                      |
| englisch        |                           |                                   | ell                             | 1,143       | 45 inches                                                                                              |                      |
| Island          |                           | Vor dem 16. Jahrhundert           | Gesetz-Elle lögalin             | 0,48        | 19 Dänische Zoll                                                                                       | [ 15 ] [ 16 ] [ 17 ] |
| Island          |                           | 16. Jahrhundert bis 1776          | Hamburger Elle hamborgaralin    | 0,578       | 22 Zoll                                                                                                | [ 18 ] [ 19 ] [ 20 ] |
| Island          |                           | von 1776                          | Dänische Elle dönsk alin        | 0,628       | 24 Zoll                                                                                                | [ 21 ] [ 22 ] [ 23 ] |
| italienisch     | Parma                     |                                   | braccio                         | 0,54        | siehe Alte Maße und Gewichte (Toskana)                                                                 |                      |
| italienisch     | Kirchenstaat              |                                   | braccio                         | 0,75        | |                      |
| polnisch, Polen | Warschau, Krakau, Lemberg |                                   | łokieć                          | 0,596       | |                      |
| tschechisch     |                           | 1268–1756                         | Prager Elle pražský loket       | 0,59376     | zwei Prager Fuß zwei römische Fuß                                                                      |                      |
| tschechisch     |                           | 1756–1871                         | Wiener Elle Vídeňský sáh        | 0,778       | 31 ½ Prager Zoll etwas größer als die Wiener Tuchelle                                                  |                      |
| Frankreich      |                           |                                   | alte Pariser Elle aune de Paris | 1,188446    | 526,8333 Pariser Linien                                                                                | [ 24 ]               |
| Mallorca        |                           |                                   | Cana (Doppelelle)               | 1,713       | 8 Palmos 32 Cuartillos 759,366 Pariser Linien                                                          | [ 11 ]               |
|                 | Ferrara                   |                                   | Wolle-Elle Brassio da Panno     | 0,674       | | [ 11 ]               |
|                 | Ferrara                   |                                   | Seiden-Elle Brassio da Seta     | 0,634       | | [ 11 ]               |
|                 | Verona                    |                                   | lange Elle Brassio longo        | 0,648991    | | [ 11 ]               |
|                 | Verona                    |                                   | kurze Elle Brassio corto        | 0,642469    | | [ 11 ]               |

## Norddeutsche Ellenauswahl
- Bockhorn
  - Stellmaß 1 Brabanter Elle = 306,7 Pariser Linien
  - Leinenhandel 1 Jeversche Elle = 298,464 Pariser Linien
  - sonstiger Handel 1 Oldenburger Elle = 257,5 Pariser Linien
  - 1 Ostfriesische Elle = 298,1 Pariser Linien
- Aurich 1 Ostfriesische Elle = 298,3 Pariser Linien
- Emden 1 Ostfriesische Elle = 297,2 Pariser Linien
- Driefel, Schweinebruch
  - 1 Jeversche Elle = 298,464 Pariser Linien
  - 1 Ostfriesische Elle = 297,2 Pariser Linien
- Delmenhorst, Berne, Landwürden
  - 1 Bremer Elle = 256,4 Pariser Linien
- Zetel
  - ungebleichtes Leinen 1 Brabanter Elle
- Wildeshausen
  - 1 Wildeshausener Elle = 1 Bremer Elle = 256,4 Pariser Linien
  - 49 Wildeshausener Ellen = 41 Brabanter Ellen
- Vechta, Oyten, Lutten
  - 1 Vechtaer Elle = 258,4 Pariser Linien
- Goldenstedt
  - 1 Vechter Elle = 258,4 Pariser Linien
  - 1 Hannoveraner Elle = 1 Calenberger Elle = 258 Pariser Linien
- Basbeck
  - 1 Cloppenburger Elle = 254,979 Pariser Linien
- Steinfeld, Dinklage Bakum, Friesoythe
  - 1 Gröninger Elle = 260 Pariser Linien
- Löningen
  - 1 Bremer Elle = 256,4 Pariser Linien
- Barßel, Saterland
  - 1 Ostfriesische Elle = 298,3 Pariser Linien
- Cloppenburg
  - 1 Köllnische Elle = 254,979 Pariser Linien
  - Emstek
  - 1 Emsteker Elle = 262,7 Pariser Linien
- Damme
  - 1 Dammener Elle = 268,1875 Pariser Linien

(Quellen unter)

## Osnabrück
Die Elle von Osnabrück war gekennzeichnet von neun verschiedene Ellenmaßen. Sieben Ellen sind Osnabrück und zwei dem Calenberger Fürstentum zuzuweisen. Sie wurden modifiziert durch die Bekanntmachungen des Landdrostei-Bezirks Osnabrück: 1. Mai, 11. Juli, 11. September 1837, 27. Januar, 8. Oktober 1838 und 30. April 1839.
Diese Ellen sind die nachstehenden
- 1 Handels-Elle (Osnabrücker) = 1 Elle (alte hannoversche) = 258,885 Pariser Linien = 0,584 Meter = 0,999676 Ellen (neue hannoversche)
- 1 Brabanter Elle = 0,6914 Meter = 306,5 Pariser Linien = 1,1835 Ellen (neue hannov.)
- 1 Stab (Paris.) = 1,1875 Meter = 526,4 Pariser Linien = 2,0327 Ellen (neue hannov.)
- 1 Aune (Seidenwaren) = 528 Pariser Linien = 1,191 Meter = 2,0389 Ellen (neue hannov.).
- 1 Aune (Leinen) = 524 Pariser Linien = 1,182 Meter = 2,0234 Ellen (neue hannov.)
- 1 Leinwand-Elle = 0,6384 Meter = 283 Pariser Linien = 1,0928 Ellen (neue hannov.)
- 1 Legge-Elle (Osnabrücker) = 541,22 Pariser Linien = 1,2209 Meter = 2,0899 Ellen (neue hannov.) (bei der Legge gebräuchlich)
- 1 Handels-Elle (Calenberger) = 282,4 Pariser Linien = 0,6370 Meter = 1,0905 Ellen (neue hannov.)
- 1 Legge-Elle (Calenberger) = 259,2 Pariser Linien = 0,5847 Meter = 1,0009 Ellen (neue hannov.)
- Quelle[26]

## Kanton St. Gallen (Schweiz)
Hier gab es 5 verschiedene Ellen.
- 1 Wollenelle (gemeine) = 270,8 Pariser Linien = 0,6109 Meter
- 1 Wollenelle (kleine) = 268,5 Pariser Linien = 0,6057 Meter
- 1 Leinwandelle (große) = 326 Pariser Linien = 0,7354 Meter
- 1 Leinwandelle (kleine) = 324 Pariser Linien = 0,7309 Meter
- 1 Pariser Stab = 522,66 Pariser Linien = 1,17905 Meter

Quelle

## Elle, antike Maßeinheiten
- Nippur-Elle
- Pechys
- Landmesser-Elle
- Alte Maße und Gewichte (Antike)
- Maße und Gewichte in der Bibel
- Alte Maße und Gewichte (Römische Antike)